# Mikael Dyrestam
Mikael Bertil Dyrestam, född 10 december 1991 i Växjö, är en svensk-guineansk fotbollsspelare som spelar för Örgryte IS. Han har tidigare spelat i 
bland annat IFK Göteborg och Aalesunds FK. Hans yngre bror, Patrick Dyrestam, är också fotbollsspelare.

## Klubbkarriär
Dyrestam uppflyttades från IFK Göteborgs u-lag till a-laget inför säsongen 2009. Han debuterade i A-laget redan hösten 2008 i en träningsmatch mot Atalanta BC. Han gjorde allsvensk debut den 13 juli 2009 i en bortamatch mot AIK. Under hösten 2009 var han ordinarie i IFK:s backlinje men hela säsongen 2010 blev spolierad på grund av en korsbandsskada.
Den 25 mars 2014 blev Dyrestam klar för norska Aalesunds FK. I januari 2016 värvades Dyrestam av nederländska NEC Nijmegen, där han skrev på ett 1,5-årskontrakt med option på ytterligare ett år.
Den 9 augusti 2017 skrev Dyrestam på ett 1,5-årskontrakt med Kalmar FF. Den 16 januari 2019 värvades Dyrestam av grekiska Xanthi.
I januari 2024 återvände Dyrestam till Sverige och skrev på ett tvåårskontrakt med option på ytterligare ett år med Örgryte IS.

## Landslagskarriär
2012 spelade Dyrestam två matcher för svenska landslaget under januariturnén. 
2019 bytte Dyrestam landslag till Guinea och han debuterade den 16 juni 2019 i en 3–1-förlust mot Egypten. Dyrestam blev uttagen i Guineas trupp till Afrikanska mästerskapet 2019.